# Sertularia simplex
Sertularia simplex är en nässeldjursart som först beskrevs av John Fraser 1938.  Sertularia simplex ingår i släktet Sertularia och familjen Sertulariidae. Inga underarter finns listade i Catalogue of Life.